# Zalman

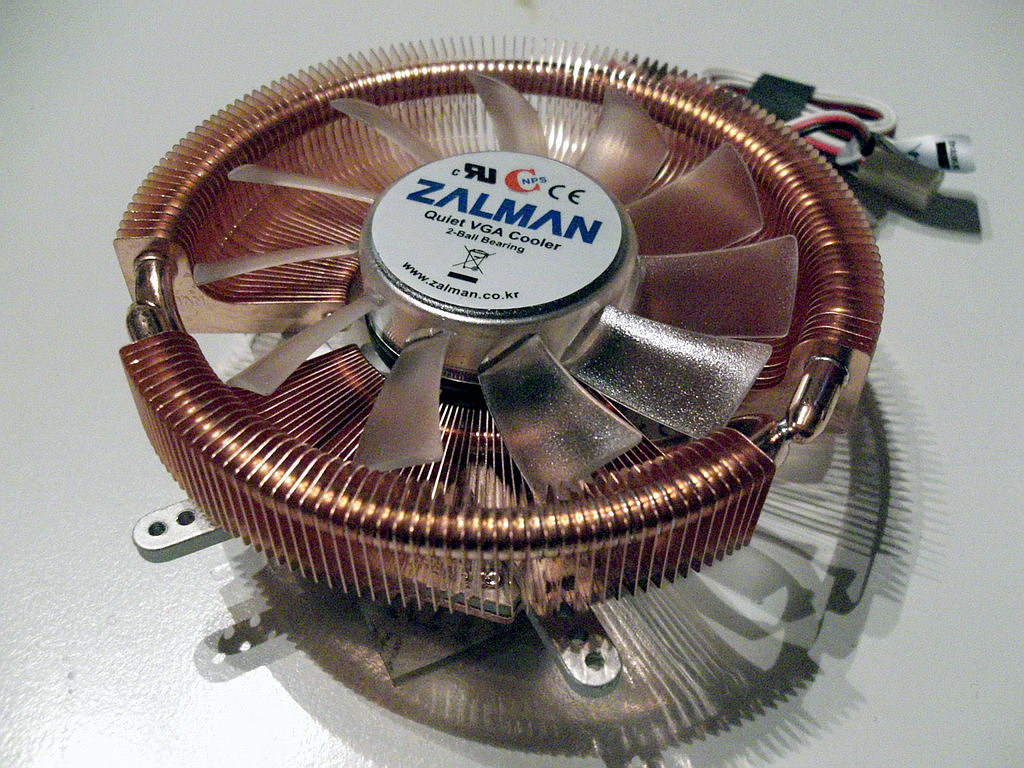
Un dissipatore per CPU prodotto dalla Zalman

Zalman Tech Co. è una società coreana che sviluppa prodotti per il mercato degli accessori per pc, e principalmente per il raffreddamento.
Zalman ha fatto un considerevole sviluppo del prodotto dal 1999, anno di fondazione, e ora possiede diversi brevetti sia nel raffreddamento che nella riduzione del rumore.
Zalman è stata la prima a commercializzare un case per computer completamente senza ventole che usa grandi heat pipe e radiatori per dissipare il calore.
La vasta gamma di prodotti include anche dispersori di calore e ventole per le CPU.
In aggiunta produce anche degli alimentatori molto silenziosi, sistemi di raffreddamenti a liquido. raffreddatori di chipset per schede madri, schede grafiche e case per dischi rigidi che abbassano la temperatura e riducono il rumore.
I competitori di Zalman sono: Papst, Thermaltake, Cooler Master, Spire e Arctic Cooling.
Zalman ha introdotto il primo dispersore di calore per socket AM2 compatibile il 23 maggio 2006.